# Sleeptimer
Ein Sleeptimer (auch Sleep-Timer) ist ein Zeitgeber in elektronischen Geräten besonders der Unterhaltungselektronik. Per Knopfdruck am Gerät oder auf der Fernbedienung kann eine Ausschaltzeit (meistens eine Stunde oder auch in mehreren Stufen von 30 Minuten bis zu zwei Stunden) gewählt werden. Das Gerät schaltet sich dann selbsttätig in den Bereitschaftsbetrieb (Standby) um, wird also ausgeschaltet aber nicht vom Stromnetz getrennt. Zu beachten ist dabei der Standby-Verbrauch.
Die Schlummerfunktion (Snooze) hingegen bezeichnet allgemein die Verzögerung des Weckers um einen bestimmten Zeitraum, meistens einige Minuten, wird aber gelegentlich mit dem Sleeptimer verwechselt.
Der Timer als (Ein-)Schlaffunktion steht im Gegensatz zum Wecker. Eine Kombination dieser beiden Timerarten findet sich oft bei Radioweckern.